# Martin Lacey
Martin Lacey (Sunderland, 1977. június 8. –) Arany Bohóc-díjas angol cirkuszművész, oroszlánidomár és tréner.

## Életpályája
Martin Lacey 1977. június 8-án született az angliai Sunderland-ban. Szülei is a állatidomárok voltak, édesapja  Martin Lacey, a Great British Circus igazgatója és édesanyja Susan Lacey, szintén vadállatokkal foglalkozott. A családnak fontos volt, hogy Martin megfelelő iskolai oktatásban részesüljön, így 11 éves korában a Cordeaux High School Lincolnshire bentlakásos iskola tanulója lett.
17 évesen visszatért apja cirkuszához, a marketing osztályon kezdett el dolgozni, majd később csatlakozott bátyja, Alexander oroszlán és tigrisszámához. 1997-ben elkezdett dolgozni saját oroszlánprodukcióján. Két év múlva, 1999-ben elnyerte a Massyi Nemzetközi Cirkuszfesztivál fődíját, a Chapiteau de Cristal-díjat. 2000-ben meghívást kapott a világ legnagyobb cirkuszversenyére, a Monte-carlói Nemzetközi Cirkuszfesztiválra, ahol műsorszámát Ezüst Bohóc-díjjal jutalmazták, amely meghozta a végső áttörést számára.
2010-ben, a 34. Monte-carlói Nemzetközi Cirkuszfesztiválon elnyerte a verseny fődíját, az Arany Bohóc-díjat, és ezzel a világ egyik legjobb vadállatidomárjaként tartják számon. Az artistaművészeknek az Arany Bohóc-díj olyan, mint a színészeknek az Oscar-díj.
Jelenleg Németországban él, 2001-től a müncheni Krone Cirkusz műsorának állandó fellépője.
Két testvére van Alexander és Richard. Alexander is állatidomítással foglalkozik, vadállatszámával éveken át járja Európa nagycirkuszait, majd 2012-ben az amerikai Ringling Bros. and Barnum & Bailey Cirkuszban kezdett el dolgozni.
Nős, felesége Jana Mandana Lacey-Krone. Egy gyermekük van, Alexis Henry Lacey-Krone.